# Вадин, Яков Максимович
Яков Максимович Вадин — советский хозяйственный и государственный деятель, Герой Социалистического Труда.

## Биография
Родился 2 августа 1926 года в селе Репьевка Мелекесского уезда Самарской губернии. Член КПСС.
В 1941—1942 — колхозник в Куйбышевской области.
В 1942—1945 — столяр на Копейском судоремонтном заводе.
В 1945—1950 — военнослужащий Советской Армии.
В 1950—1986 — комбайнер-механизатор в совхозе «Правда» посёлка Дивное Николо-Черемшанского/Мелекесского района Ульяновской области.
Указом Президиума Верховного Совета СССР от 23 декабря 1976 года присвоено звание Героя Социалистического Труда с вручением ордена Ленина и золотой медали «Серп и Молот».
Умер 27 марта 1995 года в поселке Дивном.

## Награды и звания
- Герой Социалистического Труда (23.12.1976)
- Орден Ленина (08.04.1971, 07.12.1973, 23.12.1976)